# Vicc
A vicc „rendszerint ismeretlen szerzőtől származó, csattanóval végződő, rövid, nevettető, kitalált történet, gyakran párbeszédes alakban”. A magyar vicc szó az azonos jelentésű német Witz átvétele. Divatjamúlt szinonimája az élc.

## A vicc mint interdiszciplináris jelenség

### Pszichológia
A humor rejtélyeinek kutatói többnyire csak egész egyszerűen és tömören vetik fel a kérdést: például mi a nevetés? Milyen inger hatására nevetünk? stb.
A vicc első közismert pszichológiai megközelítése Sigmund Freudtól származik. 1905-ben megjelent A vicc és viszonya a tudattalanhoz c. esszéjében az általa megalkotott pszichoanalízis rendszerén belül elemzi a vicc, ill. a reakcióként produkált nevetés jelenségét, számos példát felsorakoztatva. (E példák jelentős része egyébként ún. szóvicc, amelyeket magyar nyelven csak többé-kevésbé lehet visszaadni.) Freud szerint a viccekben az egyébként a tudattalanba szorított, jellemzően a szexualitással kapcsolatos tartalmak jelennek meg. A vicc hallgatójában feszültség keletkezik (amely feszültség valójában a saját elfojtásainak megjelenése), és ez a feszültség oldódik fel a csattanóval, amikor az elfojtott tartalom a tudattalanból ismét a tudatba kerül.
Sigmund Freud szerint a fölény vagy az illetlenség a humor alapforrása, Mark Twain úgy fogalmazott, hogy nem az öröm, hanem a bánat az igazi mozgató. A Coloradói Egyetem pszichoanalitikusai szerint viszont a humor a világ normális működésének ártalmatlan megsértéséből fakad.

### Néprajz
Rövid, mulattató történetekkel a világ minden népénél találkozhatunk, azonban minden népnek megvannak a maga jellemző viccei. Emiatt a vicc számot tarthat a néprajztudomány érdeklődésére. A különböző népek vicceinek különbségére jellemző példa, hogy a viccekben is megnyilvánuló xenofóbia mely más népre irányul. A franciák és az angolok például, akik a történelem során kölcsönösen számos sérelmet elszenvedtek egymástól, ugyanazokat a vicceket mesélik egymás között – azzal az eltéréssel, hogy az adott vicc balek vagy buta főhőse angol/francia.

### Történelem és politika
A vicc társadalmi jelenség, amelyet többnyire nem lehet leválasztani arról a korról, amelyben megszületett. Ma már csak egy igen kifinomult ízlésű irodalmár vagy történész tud önfeledten kacagni azokon az „élczeken”, amelyeket hallva 19. századi eleink alkalmasint a térdüket csapkodták.

„Itt van mindjárt a Bolond Miska ünnepi számában egy „jóízű tréfa”, az első jellegzetesen budapesti hír:
A Lánczhidon álló rendőr észrevette, hogy egy öregúr öngyilkossági szándékkal be akar ugrani a Dunába. Hanem az aggastyán nem bírta magát átvetni a korláton. A figyelmes rendőr segítségére sietett az öregnek, s átemelé őt a karfán. Európa mely városában vannak még ily udvarias rendőrök?
Ős-rendőrvicc (kissé túlbeszélve).”

– A pesti vicc

A viccek mennyisége és minősége a társadalmi feszültség fokmérője. Minél elnyomóbb a rendszer egy országban, minél több korlátja van a szólásszabadságnak, annál nagyobb valószínűséggel fordulnak ott elő kemény politikai viccek. Magyarországon például a rendszerváltást követő években drasztikus mértékben csökkent a vicctermelés: az új politikai rendben immár mindent szabad volt kimondani és leírni – jószerével nem maradt olyan tartalom, amely a fülbe suttogva továbbadott viccekbe kényszerült volna.

## A viccek fajtái

### Forma
A nevetés kiváltó oka a csattanó vagy poén. Ennek azonban rengeteg válfaja lehetséges. A poénok közös nevezője a váratlanság. A vicc mindig rendszert alkot. Ez igaz akkor is, ha a vicc például egy komplett állatmese, de akkor is, amikor egy mindössze kétmondatos kérdés–felelet. Előbbi esetben a rendszert a történet hordozza: van helyszíne, vannak szereplői, van benne bevezetés, tárgyalás és befejezés. Utóbbi esetben a feltett kérdés önmagában sejtet egy rendszert. A poén kimondásával minden esetben ez a felépített rendszer sérül meg. A viccek sokfélesége a sérülés okának sokféleségében rejlik.
Történetmesélésnél a hallgató „rákapcsolódik” az események logikájára, s valamilyen implicit elvárást alakít ki magában a végkifejlettel szemben. A történet főhőse ezzel szemben olyasmit mond vagy tesz, amely az előzményekből logikailag nem következik – legalábbis a hallgató egész biztos, hogy a vicc hátterét képező szituációban más mondatot vagy magatartásmintát választott volna. (Legalábbis akkor, ha tudatos énjének enged: Freud teóriája alapján a csattanóban bemutatott megoldás alkalmasint nagyon is találkozhat a hallgatónak a tudatból kiszorított szükségleteivel.)
A rövid, kérdés–felelet-típusú vicceknél a hallgatóban kiépült rendszer sérülését nem a történet logikátlansága eredményezi (hiszen többnyire történetről szó sincs), hanem a teljes felkészületlenség, az elemi erejű meglepetés, a kérdésre adott válasz maximálisan inadekvát volta. Többnyire ebbe a rövidebb verzióba tartoznak az ún. szóviccek, amelyek a nevetést a nyelv rejtett eszközeinek felhasználásával, kicsavarásával érik el. Ilyen eszköz például a szóhatárok szándékos elrontásával mesterségesen létrehozott homonima:

„A kis Jedlik Ányos kérdezi a mamáját:

– Anyúúú! Tudod, mit csinál az űrhajós, ha szomjas?

– Tudom, Ányos, űrkutat ás.”

A példa illusztrálja a hasonló viccek azon jellegzetességét is, hogy írásban nem lehet őket megfelelő módon visszaadni. A szóvicc emiatt tekinthető par excellence szóbeli műfajnak.

### Tartalom
A viccek nevetésre ingerlő tartalma is sokféle lehet. Többnyire olyan tartalmak kerülnek viccekbe, amelyek az emberek számára fontosak, valami oknál fogva azonban „normális módon” elmondhatatlanok. Ez a „valami ok” lehet politikai kényszer, lehet társadalmi közmegegyezés, vallásos tabu, prüdéria, vagy valamely létező szociális kapcsolat védelme. Utóbbira példák a házastársak közötti helyzetet karikírozó viccek. Párkapcsolati konfliktusai csaknem mindenkinek vannak. E konfliktusokból adódó feszültség levezetésének lehet eszköze egy másik (fiktív) párkapcsolat hajmeresztő konfliktusába való betekintés. Ez esetben a poénon való nevetés valójában (legalábbis részben) a megkönnyebbülés megnyilvánulása, és így lehetne szavakba önteni: „Jaj de jó, hogy nekünk nincsenek ilyen problémáink! Ehhez képest a mi házasságunk maga a mennyország!”
Hasonló lehet az oka a szexuális tartalmú vicceknek. Egyfelől kultúránkban a szexualitás számos vonatkozása mindmáig tabunak számít, másfelől azonban szinte minden ember életében adódtak már szexuális problémák, vagy ha eddig nem adódtak, legalábbis félelmei lehetnek e témában. Ezért lehet gyakori tartalom a viccekben a nemi szerv mérete, az impotencia, a nimfománia, a frigiditás, illetve a többségi vagy általános szexuális gyakorlattól eltérő szexuális magatartások, mint például a homoszexualitás vagy az önkielégítés.
A szexualitás mellett a másik nagy társadalmi tabu a halál, amely minden ember életében jelen van. Úgy is, hogy elveszít fontos embereket, úgy is, hogy készül (vagy épp nem készül) saját halálára, de valószínűleg úgy is, hogy súlyos szociális konfliktusaiban a másik fél haláláról fantáziál. A mindezekből adódó veszteségérzet, szorongás és bűntudat állhat a halált – gyakran kifejezetten az erőszakos halált – fókuszba helyező viccek hátterében.

### A magyar viccek visszatérő szereplői
- Móricka, az agyafúrt, vásott (eredetileg zsidó) kölyök, a legtöbbször szexuális tárgyú észrevételekkel
- Pistike, ugyancsak kölyök, de inkább kicsit buta
- Arisztid és Tasziló, (hajdani) arisztokraták
- Nyuszika, állatos viccek (többnyire agyafúrt) hőse
- Medve, állatos viccek (többnyire átvert, vagy pimasz) hőse.
- Farkas, állatos viccek (változó) hőse.
- Róka, állatos viccek (ravasz és/vagy pimasz) hőse. Néha hoppon marad.
- Jean, a hülye gróf hülye inasa, aki mindent szó szerint értelmez
- Kohn és Grün, zsidó barátok
- Zsidók, más zsidók, csak a pénzzel foglalkoznak.
- az agresszív Kismalac állatos, többnyire abszurd viccek agresszív hőse
- a szőke nő, az ostoba, műveletlen, de a szépségére roppant beképzelt nő
- a rendőr, aki műveletlen és faragatlan
- a skót, a zsugori, merev ember
- székely és családja (fia, felesége stb.), sajátos az észjárásuk, a férfiak különösen higgadtak és kevés beszédűek
- az anyós, aki kellemetlenkedik, gonosz, gyűlöli a vejét (lánya férjét), aki viszontgyűlöli
- a cigány, aki lusta, nem tisztálkodik és lop; máskor agyafúrt és túljár valamilyen hatalmi figura (pl.: rendőr, földes úr) eszén
- bűnöző, nem mindig cigány, általában a cellatársa meg szokta kérdezni, miért ül, néha átveri a biztos urat, a skinhead viccek is idetartoznak
- orvos, doktor, van, hogy átveri a betegeket, néhány viccben feledékeny.
- mindenkori politikusok, közéleti személyiségek
- Iván és Joe, egy orosz és egy amerikai, akik rendszerint versengenek valamiben, vagy eltérő szokásaikat hasonlítják össze. Bizonyos viccekben egyszerűen csak az orosz és az amerikai, időnként megjelenhet egy-egy más nemzetiségű szereplő is.

„A visszatérő figurákról született, ún. abszurd vicc:
Móricka, Pistike, Arisztid és Tasziló, a Nyuszika, a Medve, a Farkas, a Róka, az ügyvéd, Jean, Kohn és Grün, az agresszív kismalac, a szőke nő, a rendőr, a skót, az öreg székely és a fia, az anyós, az amerikai, az orosz és a cigány bemennek a kocsmába. A kocsmáros csodálkozva kérdi:
– Mi ez, valami vicc?”